# Anne Sarsfield de Kilmallock
 (décembre 2021).
Anne Sarsfield de Kilmallock, baronne de Neuhoff, est une aristocrate d'origine Irlandaise, connue comme ayant été l'épouse de Théodore de Neuhoff, élu roi des Corses en 1736.

## Biographie
Née à Nantes le 5 avril 1697, Catalina Sarsfield est l'une des filles de Lord David Sarsfield (en), vicomte de Kilmallock dans la pairie jacobite, catholique irlandais, entré au service de la France, puis de Philippe V au cours de la Guerre de succession d'Espagne.
Apparentée au vaste réseau d’entrepreneurs maritimes irlandais établis à Nantes, Saint-Malo et Cadix, elle admise avec ses sœurs dans le corps des caméristes de la reine d'Espagne, en reconnaissance des services de son père tombé au service du Roi lors de la bataille de Villaviciosa du 10 décembre 1710.
Le 14 avril 1720, elle  épouse le baron Théodore de Neuhoff, alors colonel au service de l'Espagne dans la chapelle royale du Palais, probablement à l'instigation de James Butler, 2e duc d'Ormond, dont elle est la nièce.
Le couple quitte définitivement le service de la Cour d'Espagne vers 1725 dans des circonstances encore mal connues. Après un passage en Angleterre et à Paris avec son époux, la vicomtesse de Kilmallock et baronne de Neuhoff décède à Paris vers 1727.